# Mayday (tín hiệu báo nguy)

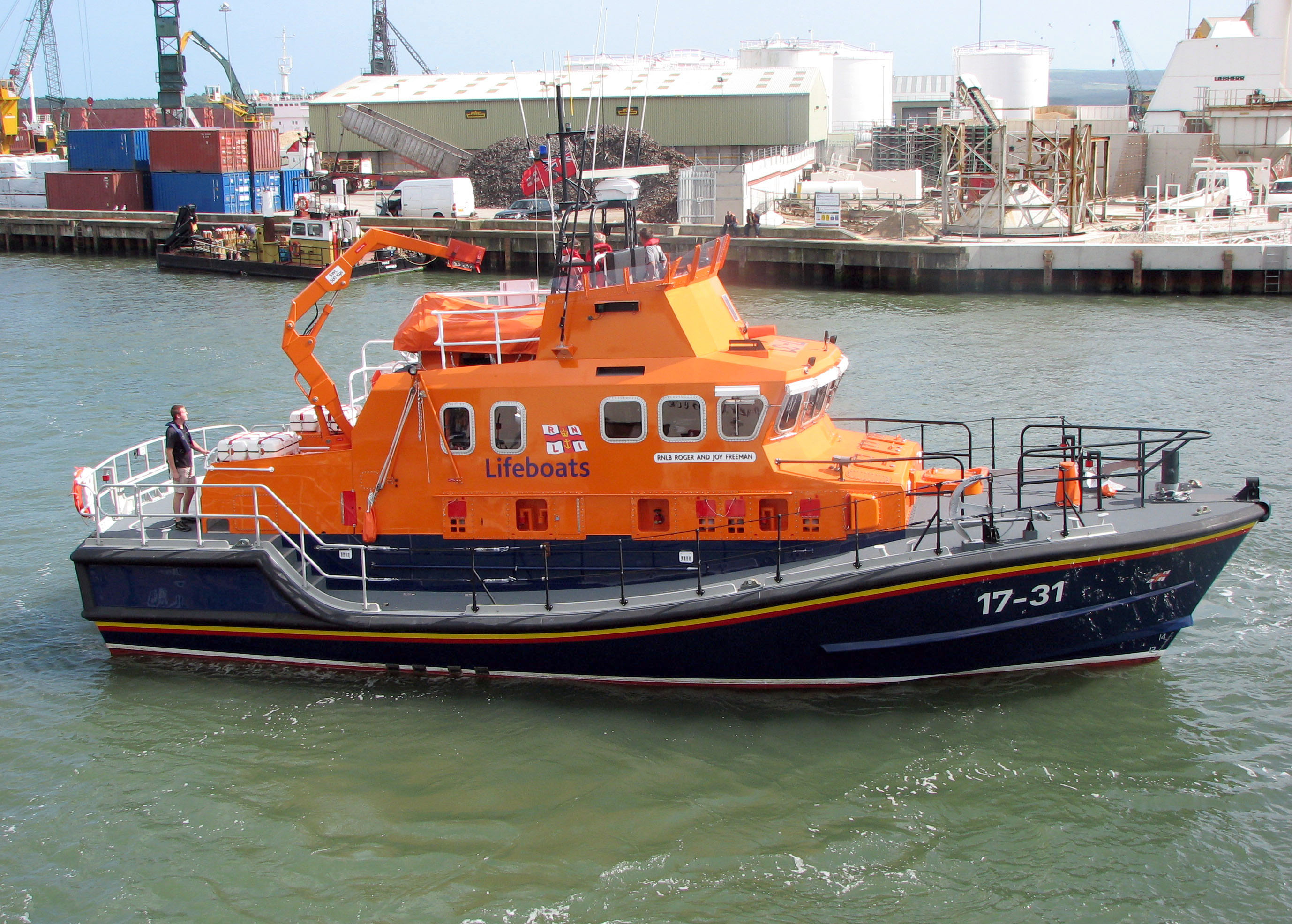
Một cuộc gọi Mayday có thể dẫn đến việc đưa một tàu cứu hộ ra cứu hộ như chiếc tàu cứu hộ này từ trong Bến tàu Poole ở Dorset, Anh quốc. Đây là loại tàu cứu hộ lớn nhất của Vương quốc Anh dài 17 mét

Mayday là một mã từ (code word) quốc tế được dùng như một tín hiệu báo nguy trong liên lạc thông tin lời nói qua sóng radio. Nó được lấy từ thuật ngữ tiếng Pháp venez m'aider có nghĩa là 'hãy đến giúp tôi'. Nó được nhiều nhóm như lực lượng cảnh sát, phi công, nhân viên cứu hỏa, và các tổ chức giao thông dùng để phát tín hiệu báo một tình huống khẩn cấp có nguy cơ đến tính mạng. Tín hiệu này luôn được nói ba lần liên tiếp ("Mayday Mayday Mayday") để tránh lầm lẫn với một số câu có âm thanh tương tự trong điều kiện ồn ào, và cũng để phân biệt giữa một tín hiệu gọi mayday thực sự (nói ba lần) với một thông điệp thông báo (chỉ nói một lần) về một tín hiệu gọi mayday.

## Gọi báo nguy Mayday
Một tình huống Mayday là một tình huống mà trong đó một chiếc tàu, máy bay, xe, hay người nào đó đang trong tình trạng nguy hiểm thấy rõ và trầm trọng, cần được giúp đỡ ngay. Tình huống này có thể là một vụ hỏa hoạn, vụ nổ, vụ rơi (máy bay) hoặc vụ chìm (tàu).
Các cuộc gọi Mayday có thể được phát đi trên bất cứ tần số nào và khi có một cuộc gọi mayday thì những thông tin dùng sóng radio khác không được phép phát đi trừ các thông tin nhằm giúp đỡ tình trạng khẩn cấp. Một cuộc gọi mayday chỉ có thể được sử dụng khi mà mạng sống hoặc tàu thuyền, xe cộ, máy bay đang đối diện với nguy hiểm chết người rõ rệt hoặc bị phá hủy.
Các cuộc gọi 'Mayday' được thực hiện bằng sóng radio như sóng radio VHF của một chiếc tàu hay một phi cơ. Mặc dù một cuộc gọi Mayday sẽ được nhận biết bất kể tầng số sóng radio nào mà nó được phát đi nhưng các tổ chức đáp lời cứu nguy đầu tiên như tuần duyên và kiểm soát không lưu thường rà soát và theo dõi các kênh đã được ấn định: tầng số trung bình (MF) vùng biển 2182 kHz; kênh 16 sóng radio VHF vùng biển 156.8 MHz; và các tầng số thuộc băng tầng dành cho hàng không là 121.5 MHz và 243.0 MHz. Một cuộc gọi Mayday gần như tương ứng với mã Morse là SOS hay một cú gọi điện thoại đến các trung tâm phục vụ tình trạng khẩn cấp.
Khi tuần duyên nhận được một cuộc gọi Mayday họ có thể đưa ra xuồng cứu cấp và phi cơ trực thăng để trợ giúp chiếc tàu đang lâm nạn. Các tàu thuyền lân cận có thể đổi hướng để trợ giúp chiếc tàu đang phát tín hiệu Mayday.
Thực hiện một cuộc gọi Mayday giả tạo là một hành động phạm pháp tại nhiều quốc gia. Nó có thể gây nguy hiểm đến tính mạng của những người cứu hộ khi thực hiện một công cuộc tìm kiếm cứu hộ và cũng gây ra tổn phí rất cao cho những nỗ lực cứu hộ như vậy. Thí dụ, thực hiện một cuộc gọi báo nguy giả tại Hoa Kỳ là một tội hình sự liên bang có thể bị hình phạt giam giữ đến 6 năm và một số tiền phạt lên đến 250.000 đô la Mỹ.
Tuần duyên có thể được liên lạc trong những tình huống không khẩn cấp như hết nhiên liệu bằng cách gọi 'tuần duyên, tuần duyên, tuần duyên, đây là (tên chiếc tàu)', trên kênh VHF 16. Tại nhiều quốc gia, việc huấn luyện đặc biệt và cấp bằng sử dụng đi kèm với máy truyền tin radio lưu động được chính thức bắt buộc mặc dù bất cứ ai cũng có thể sử dụng nó hợp pháp để gọi cầu cứu trong một tình trạng khẩn cấp thực sự.
Khuôn mẫu chuẩn của một cuộc gọi báo nguy gồm có chữ MAYDAY được nói ba lần liên tiếp, theo sau là tên (hoặc mã hiệu) của chiếc tàu (máy bay) cũng được nói ba lần, rồi MAYDAY và tên hoặc mã hiệu lần nữa. Các thông tin quan trọng nên theo sau gồm có vị trí, tính khẩn cấp và sự giúp đỡ nào được cần đến và số người trên tàu hay máy bay. Một thông điệp báo nguy tiêu biểu có thể như sau:
"MAYDAY, MAYDAY, MAYDAY, đây là HỒNG HÀ, HỒNG HÀ, HỒNG HÀ. MAYDAY, HỒNG HÀ. Vị trí 54 25 bắc, 016 33 tây. Tàu của tôi đang bị cháy và chìm xuống. Tôi yêu cầu được giúp đỡ ngay. Bốn người đang trên tàu và đang dùng một xuồng cứu hộ. HẾT."
Nếu một cuộc gọi Mayday không thể được phát đi vì máy phát sóng radio không có hay bị hư hại thì nhiều dạng phương tiện tín hiệu báo nguy và cuộc gọi cứu nguy khác có thể được dùng đến. Một cuộc gọi báo nguy có thể được một tàu khác gọi hộ, sử dụng quy ước được gọi là Mayday Relay (có nghĩa là tiếp vận gọi báo nguy).

## Lịch sử
Tín hiệu gọi báo nguy Mayday được khởi thủy vào năm 1923 bởi Frederick Stanley Mockford (1897–1962) . Là một viên chức radio cao cấp tại Sân bay Croydon ở London, Mockford được yêu cầu nghĩ ra một từ để chỉ sự báo nguy và từ này phải được tất cả các phi công và nhân viên mặt đất hiểu dễ dàng trong một tình huống khẩn cấp. Ông đề nghị sử dụng từ "Mayday" lấy ra từ tiếng Pháp m’aider bởi vì vào lúc đó phần lớn các hoạt động không lưu đều xảy ra giữa Sân bay Croydon và Sân bay Le Bourget ở Paris. Từ m'aider phát âm gần giống như tiếng Anh và vì vậy được các giới chức cả hai sân bay phía Anh và Pháp chấp nhận.
Đến năm 1927, Hiệp ước Điện báo vô tuyến quốc tế tại Washington đã chọn "Mayday" là tín hiệu khẩn cấp chính thức trong các cuộc gọi báo tình huống cực kỳ nguy hiểm nhất.